# Saeed Murjan
Saeed Hassan Murjan (10 de fevereiro de 1990) é um futebolista profissional jordaniano que atua como meia.

## Carreira
Saeed Murjan representou a Seleção Jordaniana de Futebol na Copa da Ásia de 2015 e 2011.